# Plesiomma leptogastrum
Plesiomma leptogastrum är en tvåvingeart som beskrevs av Friedrich Hermann Loew 1866. Plesiomma leptogastrum ingår i släktet Plesiomma och familjen rovflugor.
Artens utbredningsområde är Kuba. Inga underarter finns listade i Catalogue of Life.